# Matrixx Magixx
Le Matrixx Magixx est un club de basket-ball néerlandais basé à Nimègue jusqu'en 2011 et à Wijchen depuis cette date.

## Palmarès
- Champion des Pays-Bas : 2003
- Vainqueur de la Coupe des Pays-Bas : 2003, 2007

## Entraîneurs successifs
- 2006-2012 :  Martin Schuurs

## Joueurs célèbres ou marquants
- Ransford Brempong
- Patrick Richard
- Mickell Gladness
- Thijs Vermeulen
- Alhaji Mohammed
- Torey Thomas
- Markel Humphrey
- Chris Copeland
- Darnell Wilson